# Calystegia hederacea
Calystegia hederacea är en vindeväxtart som beskrevs av Wallich in Roxburgh. Calystegia hederacea ingår i släktet snårvindor, och familjen vindeväxter. Utöver nominatformen finns också underarten C. h. longipedicellata.

## Bildgalleri

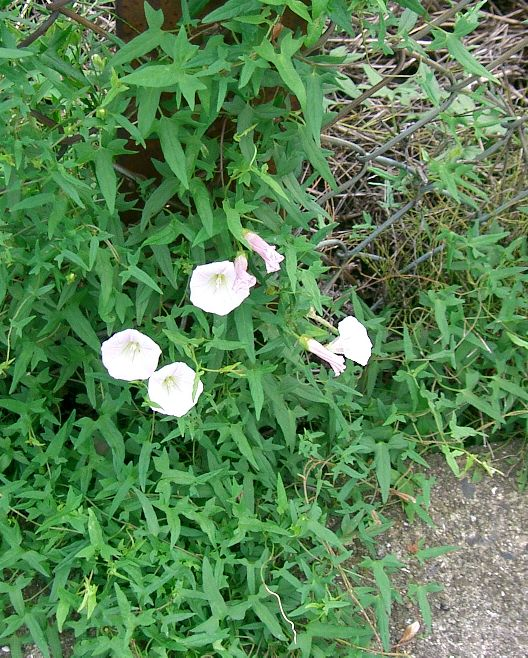
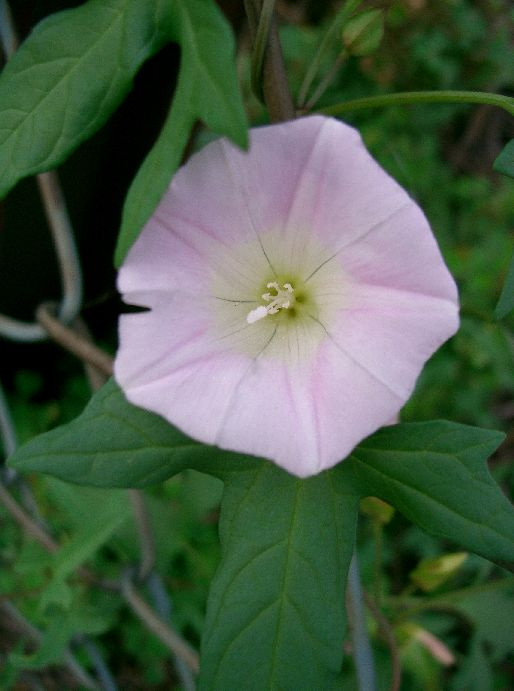
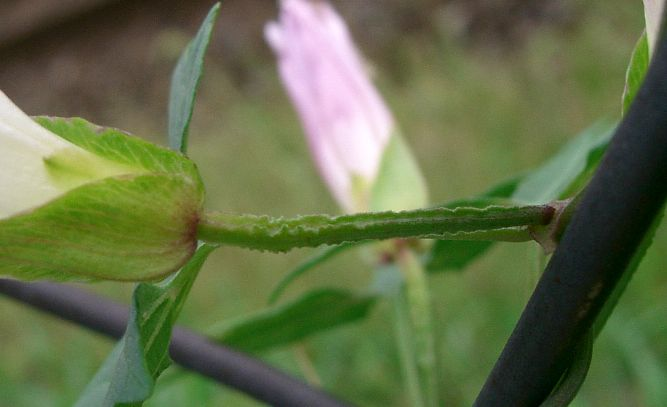
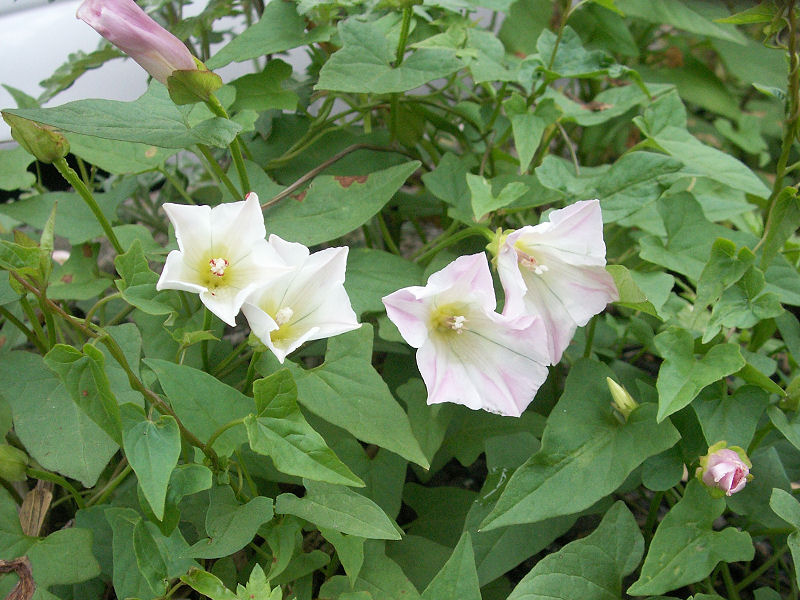